# Montan de Tost
Montan de Tost es una entidad de población española del municipio de Ribera de Urgellet, perteneciente a la provincia de Lérida, en la comunidad autónoma de Cataluña.

## Toponimia
El nombre del lugar puede encontrarse mencionado con las grafías Montant y Montan de Tost.

## Historia
A mediados del siglo XIX, el lugar tenía contabilizadas 8 casas. Aparece descrito en el decimoprimer volumen del Diccionario geográfico-estadístico-histórico de España y sus posesiones de Ultramar de Pascual Madoz de la siguiente manera:

MONTANT: ald. dependiente del ayunt. de Tort (1 leg.), en la prov. de Lérida (19), part. jud. de Seo de Urgel (3), aud. terr. de Barcelona (25) y c. g. de Cataluña. sit. en un llano pequeño á lo alto de la montaña de su nombre: el clima es frio, sano y está ventilado por todos los vientos. Se compone de 8 casas; una igl. aneja de la parr. de Tort; cementerio fuera del pueblo y una fuente para el surtido de los vec. En su térm. comprendido dentro de la matriz hay una ermita dedicada á San Gervasio y una torre del tiempo de los moros. terreno: de mala calidad con algunos prados artificiales: los caminos dirigen á Orgañá y Tort en mal estado, y se recibe la correspondencia de Seo de Urgel por espreso. prod.: trigo, legumbres y patatas; cria ganado cabrio y poco lanar, y caza de perdices, liebres y conejos. pobl. y contr.: con el ayunt.
(Madoz, 1848, p. 523)

En 2023 la entidad singular de población de Montan de Tost, perteneciente al municipio de Ribera de Urgellet, tenía empadronados 34 habitantes.